# Cerotainia camposi
Cerotainia camposi là một loài ruồi trong họ Asilidae. Cerotainia camposi được Curran miêu tả năm 1934. Loài này phân bố ở vùng Tân nhiệt đới.